# Димитър Грънчаров (инженер)
 Вижте пояснителната страница за други личности с името Димитър Грънчаров.
Димитър Стефанов Грънчаров е български хидроинженер, преподавател и учен.
Пред очите му са минали немалко исторически събития. Става пряк участник и свидетел на цялостното развитие на водното дело в България, отчасти и на електрификацията, от времето на началните им стъпки. Доживява до близо 101 години.

## Биография
Роден е в Тутракан в учителското семейство на Стефан Пенчов Грънчаров, само 20 години след Освобождението.
Образование
Средното си образование получава в Държавното техническо училище в София (1911 – 1917) в земемерен курс, завършва го в третия му випуск като техник-кондуктор.
Няколко години работи като среден техник в Плевенското окръжно планоснимачно бюро и за по-малко от 4 години извършва заснемане и планиране (за благоустрояване) на 7 села – Крушуна, Осмо Калугерово, Беленци, Оряховица, Хубавене и други.
През 1923 г. постъпва като студент в Technische Hohschule für Bodenkultur (по-късно преименуван на Университет по културтехника, а днес Universität für Bodenkultur Wien) във Виена.
Професионална кариера
Завърнал се в България, работи като правоспособен инженер последователно във Водните синдикати и после в министерствата на земеделието и държавните имоти, на обществените сгради, пътищата и благоустройството, на електрификацията, водите и природните богатства и др. В периода 1929 – 1949 г. работи в областта на водното и електротехническото строителство на голяма част от националните обекти в България. Бил е проектант, ръководител на обект, бригаден инженер, контролен инженер, началник на отдел, директор на язовирите в България към министерства, които са се занимавали с най-значимите за народното стопанство водно- и електротехнически обекти.
По-важни обекти са: отводняване на заблатени земи (в т.ч. Стралджанското блато (1931 – 1932), направа на защитни диги по бреговете на Дунав – Видинска низина (1940 – 1941), Карабоазка низина, Свищовска, Вардим-Новград и съответните им помпени станции. За първи път прилага в България шпунтови огради с 8-метрови железни набивни елементи по системата Klöckner (1935 – 1938); ръководи корекциите на реките Хасковска, Чая, Каспичанска и Провадийска. Негови обекти са редица водноелектрически централи – „Малуша“ на р. Козещица, „Видима“ на р. Видима, „Камен рид“ на р. Осъм и др. Извършва също проучвания, инженерно-геоложки и водностопански изследвания, определяне типа язовирна стена, отвеждане на високи води, строителство, както и пряк надзор като началник на отдел и директор на отдел „Язовири в България“ в Министерството на строежите (1945 – 1949) на язовирите „„Росица“), „Копринка“, „Тополница“ и „Панега“.
- Помпената станция Видин-Кошава. Дигата край Видин за защита на низината от високите води на Дунав, 1940 г.
- Карабоазката помпена станция, 1939 г. Сонетката за набиване на железната шпунтова ограда. Зад нея са извършени огромни обеми земни работи.
- Дигата край Видин за защита на низината от високите води на Дунав, 1940 г. Вижда се част от набитата шпунтова ограда; вдясно е защитната крайдунавска дига.
- Дигата към р. Дунав в Карабоазката (Чернополската) низина, 1938 – 1939 г.

Той е хоноруван преподавател в Държавната политехника (1947 – 1949) и редовен преподавател в Строителния техникум „Хр. Ботев“ (1950 – 1956).
Професионалната си кариера завършва като началник на отдел в Научноизследователския институт по метеорология и хидрология (НИИМХ) на БАН.
В периода 1929 – 1949 г.  участва като държавен служител в проектния, строителен и надзорен етап на повечето от големите национални обекти на хидромелиоративното строителство. В началото на 1940-те години е включен в колектива за изработване на „Общ електрификационен план на България с перспектива до 1960 г.“, по своята същност дългосрочен проект за национално развитие на стопанството в България.
Писал е учебници по „Хидравлика и хидрология“, „Речно строителство“, „Организация на хидромелиоративните строежи“ за строителните техникуми и „Практическо ръководство за студенти“ от Хидрофакултета на Държавната политехника, както и статии в професионални списания.
Член е на Българскота инженерно-архитектурно дружество (1934 – 1944); Научно-техническите съюзи – отдел „Водно дело“ (1945 – 1993) и Съюза на учените в България (1954 – 1992). 
Участия във войни
Участва още 20-годишен като офицерски кандидат в Първата световна война на един от най-невралгичните пунктове на Западния фронт – при Дойранското езеро в Македония. През Втората световна война (произведен в офицерски чин поручик) е мобилизиран за противовъздушната отбрана на София в Драгалевци (1941), служи във военно-строителни формирования в щаба на 7-а трудова дружина в гр. (Св. Врач) при изграждането на жп строежи – подмяна на теснолинейката Симитли – Кулата в нормална жп линия и строително изпълнение на пътя Св. Врач – Сърнево (1941 – 1942).
Награди
Награден е със Златен медал на червена лента за участие в ПСВ (1915 – 1918), Сребърна значка „За ценно сътрудничество“ от Главната дирекция на трудовата повинност (1933), орден „За граждански заслуги“ (1947) и др. Носител е на третата, присъдена на българин, златна диплома на Университета по културтехника във Виена (1979) за активна 50-годишна професионална и научно-техническа дейност (1979). Удостоен е със Златен юбилеен медал за 50-годишнината на водното дело в страната.

## Семейство
Женен е за д-р Вуна Гашевска (1900 – 1977), акушер-гинеколог, от III випуск лекари от Медицинския факултет на Софийския университет, 1920 – 1926 г.
Има син Стефан Грънчаров (1941 – 1985), хидроинженер; дъщеря арх. Веселина Грънчарова-Газдова; внучка дипл. инж. арх. Калина Ст. Грънчарова (дипломирана и работи в Грац, Австрия).